# Parafia Najświętszego Serca Pana Jezusa w Lubsku
Parafia pw. Najświętszego Serca Pana Jezusa w Lubsku – jedna z dwóch rzymskokatolickich parafii w mieście Lubsko, należąca do dekanatu Lubsko diecezji zielonogórsko-gorzowskiej, metropolii szczecińsko-kamieńskiej w Polsce, erygowana 9 kwietnia 1908.

## Historia Parafii
Zbudowana jako zbór protestancki w roku 1908. Od 1945 r. parafię zamieszkują Polacy wyznania katolickiego. Świątynię rozbudował śp. ks. prał. Stanisław Kłósek.
W okresie od 1 sierpnia 2022 do 31 lipca 2025 funkcję proboszcza pełnił ks. dr Tomasz Trębacz. 1 sierpnia 2025 proboszczem parafii został ustanowiony ks. dr Andrzej Maciejewski. 

## Miejsca kultu

### Kościół parafialny
- Kościół Najświętszego Serca Pana Jezusa w Lubsku

### Kościoły filialne
- Kościół Narodzenia Najświętszej Maryi Panny w Dłużku
- Kościół bł. Karoliny Kózki w Mierkowie

## Zasięg parafii

### Miejscowości i ulice
Źródło: strona diecezji
Dłużek, Mierków i ulice w Lubsku:

- Akacjowa,
- Artyleryjska,
- Bankowa,
- Botaniczna,
- Budowlanych,
- Budziszyńska,
- Brzoskwiniowa,
- Brzozowa,
- Ceramiczna,
- Chmielna,
- Cicha,
- Czołgowa,
- Dojazdowa,
- Dworcowa,
- Dworzec Płd.,
- Dworzec Tow.,
- Działkowa,
- Gazowa,
- Geodetów,
- Gliniana,
- Głowackiego,
- Grobla,
- Gronowa,
- Hoża,
- Jagodowa,
- Jaskółcza,
- Jaśminowa,
- Jarzębinowa,
- Kasztanowa,
- Kielecka,
- Kilińskiego,
- Klonowa,
- Kochanowskiego,
- Kolejowa,
- Konopnickiej,
- Korczaka,
- Kosmonautów,
- Kreślarzy,
- Kręta,
- Kwiatowa,
- XX-Lecia (nieparz. do 15, parz. do 30),
- Leśna,
- Letniskowa,
- Lipowa,
- Lisia,
- Lotnicza,
- Lubelska,
- Łabędzia,
- Łanowa,
- Łąkowa,
- Łużycka,
- Os. Łużyckie,
- 1 Maja,
- 3 Maja,
- Mała,
- Młodzieżowa,
- Modra,
- Morelowa,
- Al. Niepodległości,
- Nowa,
- Ogrodowa,
- Orzechowa,
- Piaskowa,
- Piwna,
- Polna,
- Pomiarowych,
- Pomorska,
- Powstańców Wielkopolskich,
- Przechodnia,
- Przemysłowa,
- Ptasia,
- Radosna,
- Raka,
- Reja,
- Robotnicza,
- Rolnicza,
- Różana,
- Słowackiego,
- Słowiańska,
- Słowicza,
- Stolarska,
- Strzelecka,
- Sybiraków,
- Śląska,
- Tenisowa,
- Tkacka,
- Transportowa,
- Walki Młodych,
- Wesoła,
- Wilcza,
- Winna,
- Wiosny Ludów,
- Wiśniowa,
- Witosa,
- Włókniarzy,
- Wronia,
- Wspólna,
- Zielona,
- Złota,
- Żabia,
- Żelazna,
- Żurawia.

## Grupy parafialne
W parafii działa Parafialny Zespół Caritas, Róże Żywego Różańca, Schola dziecięca, Liturgiczna Służba Ołtarza, Nadzwyczajni Szafarze Komunii Św., Apostolat Margaretka, Wspólnota Krwi Chrystusa, Grupa św. o. Pio.  